# The Mystery of Mary
The Mystery of Mary è un cortometraggio muto del 1915 diretto da Harry Lambert.

## Produzione
Il film fu prodotto dalla Vitagraph Company of America (come Broadway Star Features).

## Distribuzione
Distribuito dalla General Film Company, il film - un cortometraggio in tre bobine - uscì nelle sale cinematografiche statunitensi il 31 luglio 1915.